# Béroul
Béroul va ser un poeta normand del segle xii. Va escriure Tristany, versió en llengua normanda de la llegenda de Tristany i Isolda, de la qual ens han pervingut 4.485 versos. És una de les representacions escrites més primerenques de la llegenda. Eilhart von Oberge va basar-se en aquesta versió per escriure la seva obra en alemany; molts dels episodis de Béroul que no apareixen a la versió de Tomàs de Bretanya reapareixen en el Tristany en prosa. El poema de Béroul es conserva en un manuscrit únic a la Bibliothèque Nationale de París.